# Heriberto López Molotla
Heriberto López Molotla, apodado Loquillo, es un pelotari mexicano. Nació el 1 de octubre de 1980. Durante el Campeonato del Mundo de Pelota Vasca de 2002 ganó la medalla de plata en la especialidad de mano individual trinquete, junto a Javier Marín Acatitla. Durante el Campeonato del Mundo de Pelota Vasca de 2006 logró la medalla de oro en individual y en el Campeonato del Mundo de Pelota Vasca de 2010 ganó la medalla de oro en la especialidad de mano parejas trinquete junto a Ángel Serralde Tapia. En el Zinacantepec 2014 ganó la medalla de oro en modalidad individual y en parejas, aunque en esta última no participó en el partido final debido a que se jugó inmediatamente después del partido de individuales.